# Hraban Maver
Hraban Maver (tudi Raban, Rabanus Maurus), nemški filozof, teolog, pesnik, enciklopedist in katoliški diakon, * pribl. 780, Mainz, † 4. februar 856, Mainz
Velja za najbolj učenega zahodnoevropskega teologa svojega časa. Zasluge si lasti za duhovni razvoj Nemčije v 9. stoletju, pa tudi za nemški jezik. Na današnjem ozemlju Nemčije je utrdil temelje za krščansko kulturo, kjer so bili tudi slovenski predniki. Postal je duhovna avtoriteta vzhodne frankovske države, čeprav je ves čas hrepenel in si prizadeval za »učenosti posvečeno tiho življenje v samostanski celici, daleč od vse moči in slave tega sveta« (to piše na njegovem nagrobniku). Živel je za časa Karla Velikega. Za njegova poglavitna dela veljajo De laudibus sanctae crucius (Hvalnica sv. Križu), De rerum natirus (O naravah stvari) in enciklopedija v dvaindvajsetih knjigah.
Za nosilce karolinške renesanse je mogoče šteti naslednje štiri osebnosti: Alkuina iz Yorka, Einharda in Teodulfa iz Orleansa in Hrabana Mavra.
Hraban Maver je bil po rodu German. Izhajal iz premožne družine iz Mainza, ki ga je, ko je imel približno deset let, poslala v znamenito samostansko šolo v Fuldi, kjer je pozneje postal benediktinec. Kot mlad menih je obiskoval odlično šolo opata Alkuina v Toursu. Po Karlovi smrti je postal opat istega samostana v Fuldi, ki je pod njegovim vodstvom postala sploh najboljša šola v Nemčiji, in obiskovali so jo najboljši učenci. Leta 814 je bil Hraban Maver posvečen v duhovnika, od leta 822 do leta 842 pa je vodil opatijo v Fuldi. Potem je zaradi političnih težav odstopil in se za pet let umaknil, 24. 6. 847 pa je bil posvečen v škofa in postal peti naslednik sv. Bonifacija na nadškofovskem sedežu v Mainzu. Na tem položaju je potem ostal do smrti.
Bil je dobrohoten, saj naj bi vsak dan v svoji hiši nahranil do 300 revežev. Dejaven kot opat v slovečem samostanu v Fuldi, si je prizadeval za izpopolnitev bogoslužja in čistost nauka. Dokončal je zidanje novega samostana in sezidal okoli trideset cerkva in kapel. V času hude lakote je kot nadškof leta 850 naredil veliko dobrega ter vodil tri pomembne sinode (zborovanja škofov).
Na področju pesništva je karolinška kultura na prehodu iz 8. v 9. stoletje doživela največjo oblikovno izpiljenost, pri čemer je želela posnemati predvsem rimskega pesnika Vergila. V tem okviru se je uveljavilo nemajhno število ustvarjalcev, kot denimo Pavel Diakon, Pavlin Oglejski, Alkuin, Teodulf iz Orleansa, in med njimi tudi Hraban Maver, ki je ohranjal stik z veliko kulturo starodavnih modrecev in pa tudi krščanskih očetov.
Teološke vsebine je uporabljal z vso svobodo in pozornim razločevanjem, tako da je nadaljeval in razvijal patriotično misel.
S svojo zares izjemno delavnostjo je morda prispeval bolj kot kdorkoli drug, da je ostala pri življenju tista teološka, eksegetska in duhovna kultura, iz katere so potem črpali še v kasnejših stoletjih. Zaradi izredne razgledanosti, po kateri se je Hraban Maver odlikoval, so ga hitro opazili veliki in pomembni ljudje tistega časa. Postal je svetovalec vladarjev in se zavzemal za zagotavljanje edinosti cesarstva. Tistim, ki so ga kaj vprašali, je zmeraj podal tehten odgovor, ki ga je najraje povzel iz Svetega pisma in iz besedil svetih očetov. Škofije Fulda, Mainz, Limburg in Wroclaw ga častijo kot svetnika ali blaženega.
Prvi Hrabanovi teološki zametki so se izrazili v obliki poezije. Snov poezij je bila skrivnost svetega Križa, in sicer v delu z naslovom »De laudibus Sanctae Crucis«, ki ga je zasnoval tako, da ni predstavil samo pojmovnih vsebin, ampak tudi izvrstne umetniške spodbude. Znotraj istega rokopisnega kodeksa je namreč uporabil tako pesniško kot tudi slikovno obliko. Ko med vrsticami svojega spisa ikonografsko nariše podobo križanega Kristusa, piše na primer »Glejte podobo Odrešenika, ki s položajem svojih udov dela podobo križa za nas znamenje odrešenja, sladkosti in ljubezni, da bi s tem, ko verujemo v njegovo ime in smo poslušni njegovim zapovedim, mogli doseči večno življenje po zaslugi njegovega trpljenja. Zato se vsakič, ko dvignemo pogled h križu, spomnimo nanj, ki je trpel za nas, da se iztrgamo iz oblasti teme in sprejmemo smrt, da postanemo dediči večnega življenja«.
Bil je avtor cenjenega spisa o načelih izobraževanja duhovščine, ki je bil bran skozi vsa naslednja stoletja srednjega veka in je predstavljal prilagojeno različico Avguštinovega dela »De Doctrina Christiana«. Napisal je številne svetopisemske komentarje, homilije, poezijo in priročnike s področja cerkvenega prava. Njegovo velikansko delo je De Universo, enciklopedičen pregled vsega znanja o ustroju narave in vesolja, napisano v dvaindvajsetih knjigah, ki ga je prilagodil po vzoru Etimologij Izidorja Seviljskega. Pisal je tudi življenjepise svetnikov. Je avtor binkoštne himne.
Njegova dela so del šestih zvezkov Migneve zbirke Patrologia Latina. Napisal je eno najbolj znanih himn latinske Cerkve »Veni Creator Spiritus«. Njegovi prvi teološki zamahi so se izrazili v obliki poezije.
Ohranjene imamo tudi njegove Carmina pesmi, ki jih je namenil zlasti za rabo pri bogoslužnih slavjih. Hraban je bil menih, zato ga je zanimalo bogoslužje kot tako. Tako se ni posvečal poetični umetnosti, ki bi imela cilj sama v sebi, ampak je umetnost in vsako druge vrsto spoznanja podrejal poglabljanju božje besede. Z izjemno zavzetostjo in strogostjo je skušal vpeljati svoje sodobnike, predvsem božje služabnike (škofe, duhovnike in diakone) v razumevanje globokega teološkega in duhovnega pomena vseh prvin bogoslužnega slavja.
Hraban Maver se je vse življenje zelo zavzeto posvečal božji besedi, ki je sestavni del bogoslužja. Povzel je ustrezne eksegetske razlage iz skoraj vseh knjig Stare in Nove zaveze z jasno pastoralnim namenom, ki ga je upravičil s takimi besedami: »Te stvari sem napisal... tako, da sem povzel razlage in pojasnila mnogih drugih, da bi ponudil uslugo ubogemu bralcu, ki ne more imeti na razpolago toliko knjig, pa tudi za to, da bi olajšal delo tistim, ki v mnogočem ne uspejo vstopiti v globine razumevanja pomenov, ki so jih odkrili očetje«.
Izostren pastoralni čut ga je privedel do tega, da se je zavzel zlasti za enega najbolj perečih problemov tako za vernike kot za duhovnike tistega časa – za problem spovedi. Sestavljal je namreč »Spovedne knjižice«, ki imenoval jih je »penitenciariji«, v katerih so bili v skladu s čutenjem tistega časa našteti grehi in ustrezne kazni.
Hraban Maver je največkrat upodobljen kot benediktinski opat ali v škofovskem ornatu. Pogosto nosi tudi trak z besedami »Veni Creator Spiritus«, kar je naslov enega od njegovih spisov. Križ ima ob sebi kip na Bonifacijevem grobu (iz 18. stoletja) v fuldski stolnici.
V času baroka so Hrabana Mavra pogosto upodabljali tudi kot nadškofa z brado. V cerkvi v Rasdorfu ima kot atribut pri sebi model cerkve (kip iz leta 1730).
Metoda, ki prihaja z Vzhoda, ko se povežejo vse umetnosti, razum, srce in čuti, se je kasneje izredno razvila na Zahodu. Osvojila je nedosegljive vrhunce v iluminiranih svetopisemskih rokopisih in drugih delih vere in umetnosti, ki so cvetela v Evropi do izuma tiska in še kasneje. Ta metoda pri Hrabanu Mavru dokazuje izredno zavest o tem, da je v izkustvo vere potrebno vključiti ne le duha in srce, ampak tudi čute, in to s pomočjo tistih drugih vidikov čuta za lepo in človeške občutljivosti, ki privedejo človeka do uživanja resnice z vsem svojim bitjem, duhom, dušo in telesom. To je pomembno, saj vera ni samo misel, ampak zadeva naše celo bitje. Ker je Bog postal človek iz mesa in kosti in je vstopil v čutni svet, moramo mi v vseh svojih razsežnostih iskati Boga in se srečevati z njim. Tako dejstvo Boga prek vere prodira v naše bitje in ga preoblikuje. Zato je Hraban Maver svojo pozornost usmeril zlasti na bogoslužje kot združitev vseh razsežnosti našega dojemanja resničnosti. Zaradi tega dela Hraban Maver velja za izrednega sodobnika tistega časa.
Še en zanimiv Hrabanov citat: »Kdor si malomarno ne vzame časa za Boga (»qui vacare deo negligit«), se sam prikrajša za gledanje božje luči; kdor nadalje nerazsodno pusti, da ga prevzamejo skrbi, in dopusti svojim mislim, da jih premetava hrup posvetnih stvari, se obsoja na popolno nezmožnost prodirati v skrivnosti nevidnega Boga«.
- Schauber, Vera (1995). Svetniki in godovni zavetniki za vsak dan v letu. Mladinska knjiga. str. 54. ISBN 86-11-14329-9. OCLC 442508513.
- »sveti Raban Mauro – opat | svetniki.org«. 3. februar 2013. Pridobljeno 9. februarja 2022.
- Malmenvall, Simon. Kulturna politika Karla Velikega in srednjeveška latinska književnost. OCLC 974913412.